# Cartoblatta arisanica
Cartoblatta arisanica är en kackerlacksart som först beskrevs av Tokuichi Shiraki 1931.  Cartoblatta arisanica ingår i släktet Cartoblatta och familjen storkackerlackor.
Artens utbredningsområde är Taiwan. Inga underarter finns listade.